# Ядерна програма Північної Кореї

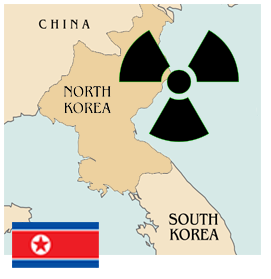

Ядерна програма КНДР — програма створення в Північній Кореї ядерної зброї та засобів її доставлення.
Про створення ядерної зброї КНДР уперше відкрито заявила у лютому 2005 року.

## 1950-ті— 1970-ті
У 1956 році КНДР і СРСР підписали договір про підготовку фахівців-ядерників. 1959 року КНДР уклала договори про співробітництво в області мирного використання ядерної енергії з СРСР і КНР і початок будівництва дослідницького центру в Йонбене, де в 1965 році був установлений радянський реактор ІРТ-2000 потужністю 2 МВт. Реактор ІРТ-2000 — це дослідницький реактор басейнового типу на легкій воді з водно-берилієвим відбивачем нейтронів. Як паливо, у цьому реакторі застосовується порівняно сильно збагачений уран. Очевидно, такий реактор не можна використовувати для вироблення матеріалів для ядерної зброї — наприклад, для виробництва плутонію.
Роботи зі створення ядерної зброї були початі в 1970-их роках. 1974 року КНДР вступила в МАГАТЕ. У тому ж році Пхеньян звернувся по допомогу в створенні ядерної зброї до КНР; північнокорейські фахівці були допущені на китайські полігони.

## КНДР і МАГАТЕ
12 грудня 1985 КНДР підписала Договір про нерозповсюдження ядерної зброї (ДНЯЗ).
У 1986 СРСР поставив у Корею газо-графітний дослідницький реактор потужністю 5 Мвт. З деякою імовірністю, на ньому і був напрацьований весь наявний у розпорядженні КНДР плутоній.
З червня 1992 на атомних об'єктах країни почалися інспекції МАГАТЕ. Однак на ряд об'єктів інспектори допущені не були, що привело до скандалу й оголошення КНДР про вихід із ДНЯЗ.
У червні 1993 КНДР в обмін на обіцянку США не втручатися в її справи призупинила вихід з договору, але через рік, 13 червня 1994, вийшла з МАГАТЕ.

## США і КНДР
21 жовтня 1994 року КНДР і США при президенті Біллі Клінтоні підписали угоду про заморожування північнокорейської ядерної програми в обмін на постачання мазуту й обіцянка побудувати на території країни два атомних реактори на легкій воді. Однак створений для будівлі корейських реакторів міжнародний консорціум KEDO так і не завершив почате будівництво.
Наприкінці 1990-х років КНДР придбала в Пакистані установки для збагачення урану в обмін на свої ракети середньої дальності Nodong.
Прихід до влади президента США Джорджа Буша привів до загострення відносин між двома країнами. Буш включив Північну Корею в список «країн-вигнанців», а в жовтні 2002 року заступник держсекретаря США Джеймс Келлі заявив, що КНДР веде збагачення урану. Через якийсь час США призупинили постачання палива для північнокорейських електростанцій, а КНДР 12 грудня 2002 року офіційно оголосила про поновлення ядерної програми і виселення інспекторів МАГАТЕ. До кінця 2002 року в КНДР, за даними ЦРУ, було накопичено від 7 до 24 кг збройового плутонію. 10 січня 2003 року КНДР офіційно вийшла з ДНЯЗ.
6 січня 2004 року Пхеньян заявив про готовність заморозити ядерну програму в обмін на скасування санкцій і видалення з американського списку «країн-вигнанців».
Перший в історії американо-північнокорейський саміт відбувся в червні 2018 року в Сінгапурі: лідери США і КНДР підписали домовленість про відмову Північної Кореї від ракетно-ядерної програми в обмін на укладення мирного договору між двома країнами і скасування санкцій. Друга зустріч Дональда Трампа і Кім Чен Ина відбулася на початку 2019 року в Ханої і не мала конкретних результатів.
30 червня Дональд Трамп і Ким Чен Ин потиснули один одному руки в демілітаризованій зоні, яка розділяє КНДР і Південну Корею. Після привітання Трамп перейшов демаркаційну лінію і вступив на територію Північної Кореї. Він став першим чинним президентом США, який відвідав КНДР. Після цього лідери двох країн продовжили спілкування на території Південної Кореї. Бесіда тривала близько години. За підсумками переговорів Трамп заявив, що американська сторона не планує форсувати події в діалозі з денуклеаризації КНДР.

## Шестисторонні переговори
У 2003 почалися переговори з ядерної програми КНДР за участю КНР, США, Росії, Південної Кореї і Японії. Перші три раунди (серпень 2003 року, лютий і червень 2004 року) не принесли особливих результатів. А від участі в четвертому, наміченому на вересень, Пхеньян ухилився в зв'язку з черговим загостренням американо-корейських і японо-корейських відносин.
23 серпня 2004 року МЗС КНДР виступив із заявою, що містила образливі випади на адресу Джорджа Буша. У заяві також говорилося, що КНДР не бачить змісту в переговорах з врегулювання північнокорейської ядерної програми в умовах, коли президент США привселюдно іменує північнокорейського лідера Кім Чен Іра тираном. МЗС КНДР у своїй заяві назвав Джорджа Буша «дурнем у політику», «тираном, що затьмарив навіть Адольфа Гітлера», «ідіотом, невігласом і убивцею».

### Вибухи
9 вересня 2004 року найсильніший вибух було зафіксовано південнокорейським розвідувальним супутником у віддаленому районі КНДР (провінція Янгандо) неподалік від кордону з Китаєм. На місці вибуху залишився видимий з космосу кратер, а над місцем події виросла величезна грибоподібна хмара діаметром біля чотирьох кілометрів.
На думку південнокорейських фахівців, сила вибуху в тротиловому еквіваленті склала не менш тисячі тонн. Це приблизно втричі перевищує масштаб вибуху, що відбувся 22 квітня 2004-го року в Північній Кореї в районі станції Ренчхон. Тоді в результаті детонації вагонів потяга, що перевозило вибухонебезпечні речовини і паливо, загинуло 170 чоловік і близько 1300 було поранено.
13 вересня влада КНДР пояснила появу хмари, схожого на ядерний гриб, вибуховотехнічними роботами в ході будівництва ГЕС (у Янгандо беруть початок дві найбільші ріки цього регіону Амнонкан і Туманганбіл).
Південнокорейські експерти сумніваються в тім, що це був ядерний вибух. На їхню думку, вибуху могло не бути взагалі, а викид диму в атмосферу — наслідок великої пожежі. За деякими повідомленнями, у районі може знаходитися завод з виробництва компонентів ракет, і причиною вибуху могло стати запалення ракетного палива або детонація боєголовок.
За іншою інформацією, у цьому районі зосереджені воєнно-стратегічні об'єкти, зокрема недавно побудована ракетна база Йонджори, що являє собою підземний ракетний полігон, де в глибоких тунелях зберігаються і випробуються балістичні ракети, здатні досягати території Японії.
Офіційна американська влада думає, що ядерного вибуху не було. У той же час американські розвідслужби відзначали дивну активність у районі ядерних об'єктів країни.

### Відмова від переговорів
16 вересня 2004 КНДР заявила, що не буде брати участь у шестисторонніх переговорах з північнокорейської ядерної проблеми до прояснення ситуації із секретними урановими і плутонієвими розробками в Південній Кореї. На початку вересня Південна Корея визнала, що в 2000 році нею була отримана невелика кількість збагаченого урану. За твердженням офіційних осіб, всі експерименти носили суто науковий характер і незабаром були цілком згорнуті.
28 вересня 2004 заступник міністра закордонних справ КНДР заявив на сесії Генеральної асамблеї ООН, що Північна Корея вже «перетворила в ядерну зброю» збагачений уран, отриманий з 8000 перероблених паливних стрижнів з її атомного реактора. Він підкреслив, що в КНДР не було іншого вибору в створенні «сил ядерного стримування» в умовах, коли США проголосили своєю метою «знищення» КНДР і загрожують «превентивними ядерними ударами».
При цьому дипломат відкинув повідомлення про готування КНДР до поновлення ракетних випробуваннь як неперевірені чутки. Однобічний мораторій КНДР на іспиту балістичних ракет був введений у 1999 році, у 2001-м його продовжили до 2003 року. 1998 року КНДР провела іспит балістичної ракети, під час якого вона перелетіла через Японію і впала в Тихий океан.
21 жовтня 2004 року тодішній держсекретар США Колін Пауелл заявив, що «розвідка не може сказати, чи володіє КНДР ядерною зброєю».
24 січня 2005 року стало відомо, що заступник МЗС КНДР Кім Ге Гван на зустрічі з американським конгресменом Куртом Уелдоном заявив, що країна має ядерну зброю, але застосує її «винятково з метою оборони».
10 лютого 2005 МЗС КНДР уперше відкрито заявив про створення в країні ядерної зброї: «Ми — за шестисторонні переговори, однак змушені перервати свою участь у них на невизначений термін — доти, поки не переконаємося, що створено достатні умови й атмосферу, що дозволяють сподіватися на результати діалогу. Переговорний процес зайшов у тупик через антикорейську ворожу політику США. Доки Америка розмахує ядерним кийком, наміряючись будь-що ліквідувати наш лад, ми будемо розширювати запаси ядерної зброї заради захисту історичного вибору нашого народу, волі та демократії».

### Міжнародна реакція
Реальні докази того, що КНДР дійсно здійснює військову ядерну програму і, тим більше, уже створив ядерну бомбу, однак, відсутні. Тому думають, що керівництво КНДР такою заявою просто мало намір продемонструвати, що воно нікого не боїться і готово протистояти потенційній погрозі з боку США — у тому числі ядерною зброєю. Але оскільки північні корейці не представили доказів його існування, те російські експерти вважали цю заяву черговим проявом політики «шантажу з елементами блефу». Що стосується МЗС РФ, те його представники назвали відмову КНДР від участі в шестисторонніх переговорах і намір нарощувати ядерний арсенал «не відповідному прагненню, що виражається Пхеньяном, до без'ядерного статусу Корейського півострова».
У Південній Кореї у зв'язку з заявою КНДР було скликано термінове засідання Ради безпеки країни. Південнокорейський МЗС закликав КНДР «відновити участь у переговорах без будь-яких умов».
Державний секретар США Кондоліза Райс заявила, що якщо інформація про наявність у КНДР ядерної зброї підтвердиться, то це «лише підсилить ізоляцію цієї країни». Пізніше вона додала: «Ми сподіваємося, що шестисторонні переговори ще відбудуться і на них ми зможемо вирішити проблему».
Прем'єр-міністр Японії Коідзуми заявив, що японці «будуть і надалі переконувати КНДР, що відмова від ядерної зброї послужить їх власному благу».
Заяви КНДР не викликають довіри вже хоча б тому, що, за підрахунками Південної Кореї, КНДР уже не менш десяти разів у різній формі визнавала наявність у них ядерної зброї.
Проте слова Пхеньяна змусили США активізувати спроби спонукати країни-учасниці шестисторонніх переговорів зробити скоординований тиск на КНДР, щоб змусити її повернутися до переговорів і зайняти на них конструктивну позицію — тобто відмовитися від усіх ядерних програм — як військових, так і мирних. У противному випадку США загрожували розглянути «інші варіанти» тиску на Пхеньян.
Так, наприклад, у березні 2005 Кондоліза Райс запропонувала КНР зробити економічний натиск на Пхеньян шляхом припинення постачань нафти і вугілля, що було б рівносильне торгово-економічній блокаді. За оцінками експертів, частка КНР у наданні Північній Кореї економічної допомоги становить, за різними даними, від 30 до 70 %.
Південна Корея була проти того, щоб вдаватися до санкцій і відмовлятися від надання КНДР гуманітарної допомоги або від спільних економічних проєктів. Офіційний представник правлячої партії «Уридан» навіть зажадав від США надати докази своїх обвинувачень у тім, що КНДР експортує ядерні матеріали, або припинити «займатися пропагандою», оскільки така політика може викликати серйозні проблеми між Південною Кореєю і США.
До речі, виявилося, що США спотворили дані, якими вони раніше надавали іншим країнам щодо північнокорейської ядерної програми. Зокрема, на початку 2005 США проінформували Японію, Південну Корею і Китай про те, що КНДР постачала в Лівію гексафторид урану — вихідний матеріал у процесі збагачення урану, що може бути використаний і для створення бойового ядерного заряду. Однак, як повідомила газета «Вашингтон пост», КНДР насправді поставляла гексафторид урану в Пакистан — не знаючи про його подальше переправляння в Лівію.
Єдине, що могла зробити Японія, — перекрити потік валютних надходжень у КНДР від корейців, що проживають у Японії. КНДР, очевидно, цього не побоювалася — і більш того, 22 березня Пхеньян сам пішов у настання, зажадавши виключити Японію з участі в шестисторонніх переговорах, оскільки Японія «цілком додержується американської політики і не вносить якого-небудь свого внеску в переговори».
Одночасно КНДР поспішила виразити свою солідарність із Сеулом, відносини якого з Японією різко зіпсувалися через територіальні претензії Японії на південнокорейський острів Токто.

### Поновлення переговорів
У липні 2005 після тривалих неофіційних консультацій КНДР погодилася повернутися за стіл шестисторонніх переговорів зі своєї ядерної програми в Пекіні. Як умову КНДР висунула одну вимогу — щоб США «визнали Північну Корею як партнера і відносилися до неї з повагою».
Четвертий раунд переговорів пройшов у липні-серпні 2005, п'ятий — 9-11 листопада 2005.
Північна Корея в ході п'ятого раунду переговорів заявила про готовність призупинити випробування ядерної зброї як перший крок у рамках програми поступового перетворення Корейського півострова в без'ядерну зону.
Однак після того, як 10 грудня посол США в Сеулі Александер Вершбоу сказав, що комуністичний лад у Північній Кореї можна назвати «кримінальним режимом», КНДР заявила, що розглядає слова американського посла як «оголошення війни», і призвала Південну Корею вислати Вершбоу з країни. Пхеньян також заявив, що висловлення посла здатне звести нанівець усі досягнуті раніше домовленості щодо ядерної програми КНДР.
Уже 20 грудня Центральне телеграфне агентство Кореї повідомило, що Північна Корея має намір активізувати ядерні розробки на основі графітових реакторів, за допомогою яких можна одержувати збройовий плутоній. Свої дії в Пхеньяні пояснюють припиненням у 2003 році програми будівництва АЕС на двох реакторах на легкій воді у Синпхо (східне узбережжя КНДР) міжнародним консорціумом «Організація сприяння розвиткові ядерної енергетики Корейського півострова» (КЕДО) під егідою США: «В умовах, коли адміністрація Буша припинила постачання реакторів на легкій воді, ми будемо активно розвивати самостійну ядерну енергетику на основі графітових реакторів потужністю 50 і 200 мегаватів».
Одночасно Північна Корея планує побудувати власний ядерний реактор на легкій воді і реконструювати два заводи, що зможуть робити велику кількість ядерного палива.
Цією заявою КНДР фактично денонсувала свої колишні обіцянки відмовитися від усіх ядерних програм в обмін на гарантії безпеки й економічну допомогу.
Думають[джерело?], що остання заява КНДР з'явилося реакцією на введення США санкцій проти північнокорейських компаній, що обвинувачуються в торгівлі ракетами і використанні фальшивих доларів, а також на прийняття ООН резолюції з прав людини в КНДР.
8 жовтня 2018 року Державний секретар США Майк Помпео заявив, що лідер Північної Кореї Кім Чен Ин погодився допустити міжнародних інспекторів на ядерні та ракетні полігони своєї країни.

## КНДРпогрожує відновити випробування ракет
3 березня 2005 опублікована заява МЗС КНДР, відповідно до якого КНДР більш не вважає себе зв'язаною мораторієм 1999 на випробування балістичних ракет середньої дальності, що був введений у період переговорів з адміністрацією президента США Білла Клінтона в обмін на економічну допомогу.
У 1998 Північна Корея зробила запуск балістичної ракети середньої дальності «Теподон-1». За офіційною версією, вона вивела на орбіту перший північнокорейський супутник . А за американськими даними, ракета, пролетівши над Японією, упала в море в декількох сотнях кілометрів від узбережжя Аляски.
«Діалог зі США припинився в 2001 році з приходом до влади адміністрації Буша, а це означає, що ми вправі відновити іспити ракет», — говориться в заяві МЗС КНДР.

## Відновлення ракетних випробувань
4 липня 2006 північна Корея виконала запуск відразу кількох ракет. Різні джерела стверджують, що було здійснено від 7 до 10 запусків ракет невідомих типів, серед яких дві середнього радіуса дії впали в Японське море .
Американські урядовці твердять, що одна з тих ракет — далекої дії Теподон-2, радіус якої понад 6 тисяч кілометрів дає можливість досягти будь-якої точки в Сполучених Штатах .
4 травня 2019 року кілька ракет були запущені в бік Японського моря, але не долетіли до економічної зони Японії.
9 травня 2019 року відбувся ракетний пуск: снаряд пролетів приблизно 420 кілометрів.
25 липня 2019 року Об'єднаний комітет начальників штабів Південної Кореї повідомив, що Північна Корея знову запустила ракету (після уточнення інформації — дві ракети). Спочатку заявлялося, що снаряд невстановленої моделі був запущений з району міста Вонсан на східному узбережжі КНДР. Згодом Комітет заявив, що характеристики випробуваної зброї схожі на характеристики російських «Іскандерів»: обидва випущених снаряда летіли на висоті 50 км на відстань приблизно у 600 кілометрів. Такий висновок відповідає даним Північної Кореї про можливість використання новою системою як висотних ракет, так і ракет з наднизькою траєкторією польоту. При цьому з моменту перших запусків характеристики цього типу озброєння були покращені.
16 серпня Північна Корея запустила дві ракети невстановленого типу в Японське море.
10 вересня 2019 року Північна Корея провела випробування засекреченої системи реактивного залпового вогню. Характеристики СРЗВ невідомі, військові КНДР лише назвали її «надвеликою».
2 жовтня 2019 року КНДР запустила бойові ракети в бік Японії (попередній раз такий пуск здійснений у серпні 2017 року). Генеральний секретар кабінету міністрів Японії Йосіхіде Суґа повідомив, що один снаряд невідомого типу досяг виключної економічної зони країни в районі префектури Сімане. Згодом міністр оборони Японії Таро Кано повідомив, що ймовірно був пуск однієї ракети, яка потім розділилася. 3 жовтня влада Північної Кореї офіційно підтвердила, що був здійснений запуск під час випробування балістичної ракети для підводних човнів серії «Пуккиксон-3».

## Ядерні випробування
Наприкінці вересня 2006 року на підпис президентові США Джорджу Бушу був спрямований законопроєкт, схвалений обома палатами американського конгресу. Законопроєкт вводив санкції проти Північної Кореї та компаній, що співпрацюють з нею, які, на думку США, сприяють КНДР у поширенні зброї масового знищення (ЗМЗ), ракет та інших технологій доставки ЗМЗ. Санкціями також передбачалася заборона на фінансові операції та відмова у видачі експортних ліцензій.
3 жовтня 2006 року МЗС КНДР розповсюдив заяву, в якій говорилося про намір Північної Кореї «провести ядерні випробування за умови, що безпека його буде надійно гарантована». Як обґрунтування такого рішення було заявлено про загрозу ядерної війни з боку США і економічні санкції, що мають на меті удушення КНДР — в цих умовах Пхеньян не бачить іншого виходу, крім проведення ядерного випробування. При цьому, як зазначалося в заяві, «КНДР не збирається використовувати ядерну зброю першою», а навпаки, «продовжить докладати зусиль щодо забезпечення без'ядерного статусу Корейського півострова та вживати всебічні зусилля в напрямі ядерного роззброєння та повної заборони ядерної зброї».
6 жовтня члени Ради Безпеки ООН одноголосно схвалили заяву голови РБ, що закликає Північну Корею відмовитися від ядерних випробувань та негайно повернутися до переговорів у шестисторонньому форматі без попередніх умов. Проєкт заяви був підготовлений Японією. Саме вона взяла на себе ініціативу вироблення спільної позиції світових держав щодо північнокорейської загрози.
Прем'єр-міністр Японії Сіндзо Абе 8 жовтня 2006 року вирушив до Пекіна та Сеула обговорювати «корейську проблему», відновивши, таким чином, контакти на найвищому рівні між Японією і КНР (перервані за п'ять років до цього). Цей факт свідчить про те значення, яке надається країнами регіону першому в історії випробуванню корейської атомної бомби. Китайський лідер Ху Цзіньтао дав зрозуміти перед початком переговорів, що китайське керівництво готове до конструктивної взаємодії з Японією з усіх питань, включаючи корейську кризу.

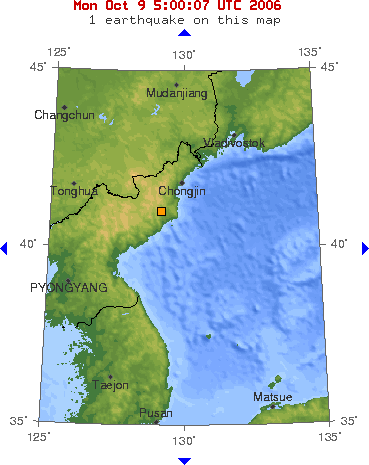
Місце проведення випробування

9 жовтня КНДР оголосила про успішне проведення ядерного випробування. У повідомленні Центрального телеграфного агентства Кореї (ЦТАК) говорилося: «Наш дослідницький підрозділ безпечно й успішно здійснив підземне ядерне випробування… Ядерне випробування стало історичною подією, яке принесло щастя нашим військовим та народу. Ядерне випробування внесе внесок у підтримання миру і стабільності на Корейському півострові та в прилеглому районі».
За інформацією південнокорейського агентства Yonhap, випробування було проведене в 10:36 за місцевим часом (1:36 Всесвітній координований час) в районі Хвадері поряд з містом Кільчжу (провінція Північна провінція Хамгьон) на північному сході КНДР, усього за 130 кілометрів від кордонів Росії.
У точці з координатами 41°18′ пн. ш. 129°8′ сх. д. / 41.300° пн. ш. 129.133° сх. д. був зареєстрований підземний поштовх c магнітудою 4,2 (). Землетрус був зафіксований в Південній Кореї, Японії, США, Австралії та Росії.
Як повідомила наступного дня російська газета «Комерсант», «про плановане часу проведення випробувань Пхеньян проінформував Москву по дипломатичних каналах за дві години до вибуху». КНР, яку Пхеньян попередив про випробування лише за 20 хвилин до вибуху, практично одразу поставила до відома про це партнерів по шестисторонніх переговорах — США, Японію та Південну Корею.
Міністр оборони РФ Сергій Іванов доповів президентові Путіну, що потужність підземного вибуху склала від 5 до 15 кт. За оцінками інших джерел, потужність склала близько 0,5 кт. Через настільки малу потужність висловлюється підозра, що вибух не був ядерним, а підірвано було кілька сотень тонн тротилу.
Згідно із заявою влади КНДР і моніторингу відповідних служб навколишніх країн, витоку радіації не зафіксовано.
Всі провідні світові держави, включаючи Росію та (вперше) Китай, а також керівництво НАТО і Євросоюзу засудили проведення ядерного випробування в КНДР. Російський президент Володимир Путін на нараді з членами уряду заявив: «Росія, безумовно, засуджує випробування, проведені КНДР, і справа не тільки в самій Кореї — справа у величезній шкоді, що була нанесена процесу нерозповсюдження зброї масового знищення у світі».
Південна Корея скасувала відправку в КНДР чергової партії гуманітарної допомоги та привела свої збройні сили в стан підвищеної бойової готовності.
Як вважають американські експерти, КНДР має кількістю плутонію, достатнім для виробництва 12 ядерних боєприпасів. При цьому експерти вважають, що КНДР не має технологій, що дозволяють створити боєприпас, який можна було б розмістити в головній частині ракети.
25 травня 2009 року КНДР знову провела ядерні випробування. Потужність підземного ядерного вибуху за оцінкою російських військових склала від 10 до 20 кт..
27 травня січень 2009 північнокорейське радіомовлення для закордону «Голос Кореї» на всіх 9 мовах свого іномовлення (включаючи російську) повідомило що за день до того в Пхеньяні «масовому мітингу громадськості», на якому секретарем ЦК ТПК Че Ті Боком було приведено офіційне обґрунтування проведення ядерного випробування: «проведені ядерні випробування є рішучою мірою для захисту вищих інтересів республіки для захисту суверенітету країни та нації в умовах, коли посилюється загроза з боку Сполучених Штатів Америки ядерного превентивного удару, їх підступи щодо застосування санкцій». Потім в передачі наводилося заяву «представництва Корейської Народної Армії в Панмунчжоне», у якому заявлялося, що, «попри угоду про перемир'я в Кореї, по якому заборонено будь блокування воюючих сторін, Південна Корея приєдналася до ініціативи про обмеження ядерних озброєнь, а США ввели санкції проти КНДР. У заяві вказувалося, що якщо будуть спроби силового поширення ініціативи з обмеження ядерної зброї на КНДР, як, наприклад, спроби огляду морського транспорту країни, то КНДР буде вважати це оголошенням війни».
9 вересня 2016 року влада КНДР заявила, що країна успішно провела п'яте у своїй історії випробування ядерної зброї; вибух 10 кілотон став найпотужнішим в історії країни.

### Заяви про випробування водневої бомби
Вранці 6 січня 2016 року Південна Корея зафіксувала землетрус у районі північнокорейського ядерного полігону. Геологічна служба США визначила силу сейсмічних коливань, яка дорівнює магнітуді 5,1. Трохи згодом Північна Корея заявила про успішне випробування водневої бомби малої потужності.
3 вересня 2017 року сейсмологами різних країн було зафіксовано підземні поштовхи в тому ж районі, у якому проводилося останнє, п'яте ядерне випробування. Невдовзі влада КНДР офіційно оголосила про успішне випробування водневої бомби.